# Schoenoplectus erectus
Schoenoplectus erectus é uma espécie de planta com flor pertencente à família Cyperaceae. 
A autoridade científica da espécie é (Poir.) Palla ex J. Raynal, tendo sido publicada em Adansonia: recueil périodique d'observations botanique, n.s. 16(1): 141. 1976.

## Portugal
Trata-se de uma espécie presente no território português, nomeadamente em Portugal Continental.
Em termos de naturalidade é nativa da região atrás referida.

## Protecção
Não se encontra protegida por legislação portuguesa ou da Comunidade Europeia.